# Bänder- und Otterzivetten
Die Bänder- und Otterzivetten (Hemigalinae) sind eine Unterfamilie der Schleichkatzen (Viverridae) und umfassen vier Arten:
- Bänderroller (Hemigalus derbyanus)
- Fleckenroller (Chrotogale owstoni)
- Schlichtroller (Diplogale hosei)
- Otterzivette (Cynogale bennettii)

Die Vertreter dieser Gruppe leben in Wäldern in Südostasien, wie alle Schleichkatzen sind sie vorwiegend nachtaktive Einzelgänger. Während die semiaquatische Otterzivette einen otterähnlichen Körperbau mit einem eher breiten Kopf und kurzem Schwanz hat, sind die anderen drei Vertretern auffallend schlanke, langgestreckte Tiere mit spitzer Schnauze.
Diese Tiere leben vorwiegend auf dem Boden und sind in stärkerem Ausmaß als andere Schleichkatzen Fleischfresser, wobei Würmer und Insekten zu ihrer bevorzugten Nahrung zählen.
Alle vier Arten sind relativ unbekannte, wenig erforschte Tiere, die zudem durch Waldrodungen in ihrem Bestand bedroht sind.